# 甲磺酸酯

甲磺酸酯陰離子的结构式

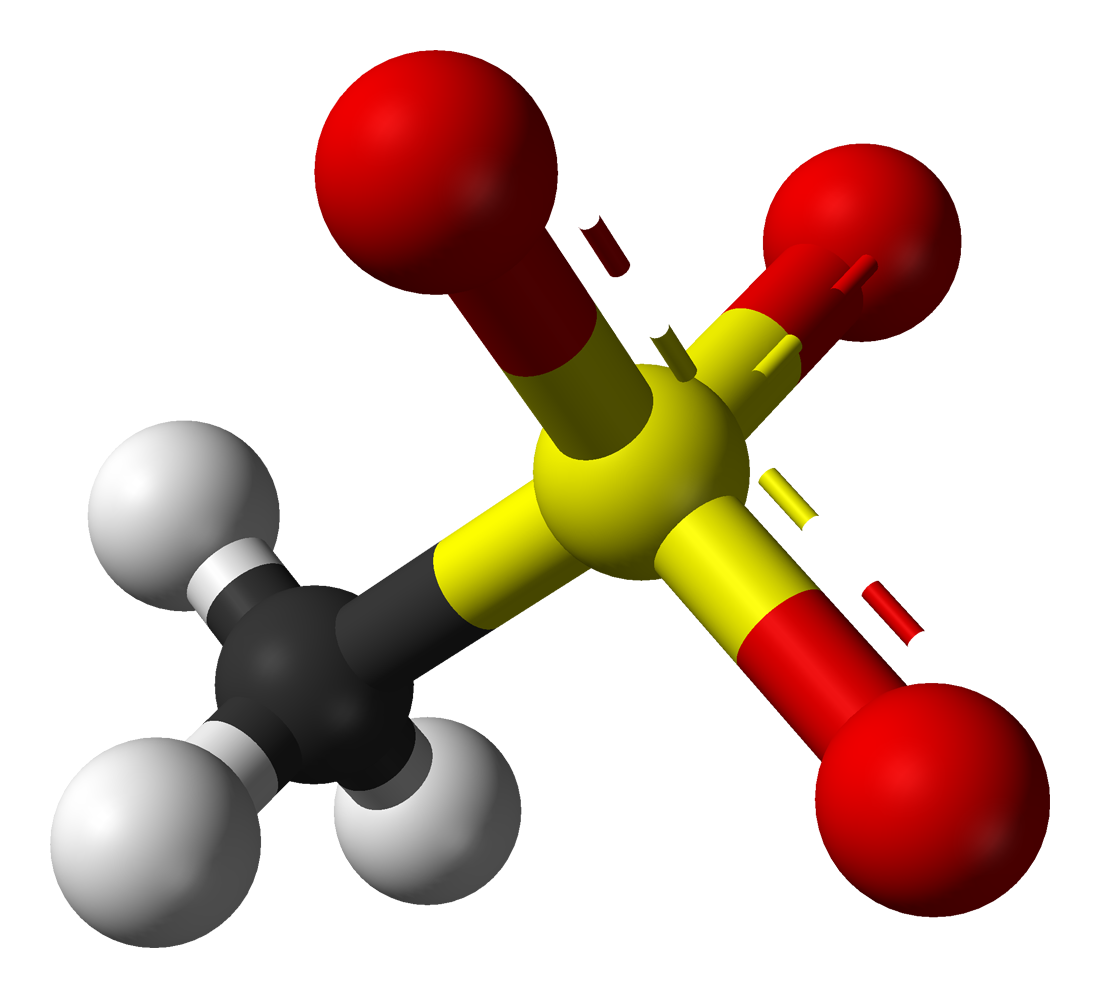
甲磺酸酯陰離子的"球及棒"狀模型

甲磺酸酯在化學上是指所有的"甲磺酸"和醇或醇的类似物形成的衍生物。當辯證醫藥品所含有的基(官能团和自由基)或"陰離子"(anion)之国际非专利药品名称時，甲磺酸酯(mesylate)正確的拼寫是甲磺酸(mesilate，"甲磺酸伊马替尼"(imatinib mesilate)、又為"伊馬替尼甲磺酸")。
甲磺酸酯是有机化合物的基(團)且共享著一般的結構(簡稱)的普通官能团，其中是一種"有機取代物"(organic substituent)。甲磺酸酯在亲核取代反应上被認為是一種極佳的離去基團。
"甲磺酰基"(mesyl)是"甲磺酸酯"(methanesulfonyl)或()官能團的術語。比如，甲基磺酰氯通常被稱為"甲磺酰氯"(mesyl chloride)。

## 製備
甲磺酸酯在具有鹽基(通常為胺鹽基、如三乙胺)的情況下可使用醇及與甲基磺酰氯進行製備。
甲磺酸酯可使用醇、甲磺酸酐(Methanesulfonic anhydride)及鹽基的複合情況下進行製備，雖然這種方法通常用於僅當考慮"氯親核性"的情況才使用。